# Muži mající sex s muži
Muži mající sex s muži (zkratkou MSM) jsou jedinci mužského pohlaví, kteří mají sex s jinými muži bez ohledu na svou sexuální identifikaci – mohou se identifikovat jako homosexuálové, bisexuálové, heterosexuálové, mohou to být i mužské oběti homosexuálního znásilnění. Termín byl vytvořen epidemiology v 90. letech 20. století k popisu jednoho ze způsobů šíření pohlavně přenosných nemocí.
Z epidemiologického hlediska jsou muži, kteří mají sex s muži, populací se zvýšeným rizikem přenosu. Jednou z příčin je skutečnost, že nechráněný anální sex je pro přenos pohlavně přenosných nemocí výrazně rizikovější než nechráněný vaginální sex.

## Syfilis
Sborník Royal Society of Medicine z roku 1962 uvádí, že význam homosexuálních praktik v šíření pohlavních nemocí přitáhl značnou pozornost. V 60. a 70. letech nastal nárůst nakažených homosexuální cestou, ale v 80. letech došlo v souvislosti s obavami před HIV/AIDS a zodpovědnějším sexuálním chováním k redukci tohoto růstu. Od konce 90. let však opět dochází k prudkému růstu, v roce 2000 získalo 48 % nakažených mužů v Anglii svou nemoc homosexuální cestou.
Americké Centers for Disease Control and Prevention konstatovalo, že homosexuální muži tvořili v roce 2007 celkem 65 % z téměř 12 000 případů syfilidy ve Spojených státech amerických. Již v roce 2003 mělo v USA rozšíření syfilidy mezi městskými homosexuály a bisexuály charakter epidemie. Vedoucí lékař venerologického oddělení Všeobecné fakultní nemocnice Roman Trýzna o pacientech s touto nemocí v Praze uvedl pro magazín Ona DNES: „Občas se objeví lidé nakažení v heterosexuálním vztahu, ale v poslední době přicházejí nejčastěji do naší ordinace pacienti středoškolsky a vysokoškolsky vzdělaní, pohybující se v gay komunitách. Jedná se o mladé muže ve věku 25 až 35 let. Někteří přicházejí se syfilidou dokonce opakovaně.“
O vysokém zastoupení nemoci mezi homosexuálně jednajícími muži či o prudce rostoucím výskytu nemoci[kdy?] u těchto osob hovoří texty lékařské literatury.

## MSM v Česku
V Česku bylo v roce 2013 zaznamenáno celkem 235 nových případů HIV, což představovalo rekordní počet. Z nich 76,6 % představoval pohlavní přenos mezi muži majícími sex s muži. Jedním z uváděných důvodů zvýšeného přenosu HIV je skutečnost, že nechráněný anální styk (jak u homosexuálních, tak u heterosexuálních dvojic) je rizikovější nežli sexuální styk penilně-vaginální. Miroslav Hlavatý, tajemník České společnosti AIDS pomoc, uvedl, že gayové jsou zodpovědnější a častěji se nechávají testovat, a proto je u nich infekce častěji odhalena.
V roce 2012 byl v Česku zaznamenán výskyt pohlavní choroby lymphogranuloma venereum (LGV), která se obvykle vyskytuje v zemích subsaharské Afriky, Jižní Ameriky, Severovýchodní Asie a Karibiku a jejíž výskyt v Evropě je podle lékařky Centra pro pohlavní nemoci Nemocnice Na Bulovce Daniely Vaňousové úzce spjat s muži homosexuální orientace s vysoce rizikovým sexuálním chováním (nechráněný anální sex, sdílení sexuálních pomůcek, vsouvání pěsti i celé paže do řitního otvoru a sex party v rámci mezinárodní sexuální sítě). Ve vyspělých zemích se nemoc přenáší nejčastěji stykem do konečníku. a vzhledem k tomu je jejím nejčastějším projevem zánět konečníku. Nákazu způsobuje Chlamydia trachomatis.
Ladislav Machala z AIDS centra Fakultní nemocnice Bulovka v prosinci 2014 pro deník Metro uvedl, že mezi novými pacienty s nákazou virem HIV jsou nejrizikovější skupinou mladí gayové s promiskuitním chováním, kteří se v posledních deseti letech stali prototypem pacienta. Zdůraznil přitom jako rozhodující faktor spíše rizikové chování, než homosexualitu dotyčných.